# Magischer Graph
Magische Graphen sind in der Graphentheorie eine Graphenklasse mit speziellen Bewertungen von Ecken und Kanten. Das Gewicht einer Kante ist dabei gleich der Summe der Bewertungen der Anfangs-, Endecke und der Kante selbst. Sind alle Kantengewichte gleich, redet man von einem kantenmagischen Graphen. Das Gewicht einer Ecke ergibt sich als Summe der Eckenbewertung und der Bewertung jeder dort beginnenden Kante. Sind alle Eckengewichte gleich, so redet man von eckenmagischen Graphen. Graphen, die sowohl ecken- als auch kantenmagisch sind, werden total magische Graphen genannt.

## Eckenmagische Graphen
Sei {\displaystyle G=(E,K)} ein endlicher einfacher ungerichteter Graph mit einer totalen Bewertung  {\displaystyle \lambda :E\cup K\to \{1,2,...,|E|+|K|\}}. {\displaystyle G} bzw. {\displaystyle \lambda } sind ecken-magisch, wenn
eine Eckenkonstante {\displaystyle h\in \mathbb {N} } existiert, so dass für jede Ecke {\displaystyle e\in E} gilt:
{\displaystyle wt(e):=\lambda (e)+\sum _{eb\in K}\lambda (eb)=h} (Eckengewicht)
Gewicht einer Ecke ergibt sich als Summe der Eckenbewertung und der Bewertung jeder dort beginnenden Kante.

## Kantenmagische Graphen
Sei {\displaystyle G=(E,K)} ein endlicher einfacher ungerichteter Graph mit einer totalen Bewertung  {\displaystyle \lambda :E\cup K\to \{1,2,...,|E|+|K|\}}. {\displaystyle G} bzw. {\displaystyle \lambda } sind kanten-magisch, wenn
eine Kantenkonstante {\displaystyle k\in \mathbb {N} } existiert, so dass für jede Kante {\displaystyle ab\in K} gilt:
{\displaystyle wt(ab):=\lambda (a)+\lambda (ab)+\lambda (b)=k} (Kantengewicht)
Man gewichtet eine Kante mit der Summe der Bewertungen der Anfangs- und Endecke und der Kante selbst.

## Total magische Graphen
Sei {\displaystyle G=(E,K)} ein endlicher einfacher ungerichteter Graph mit einer totalen Bewertung  {\displaystyle \lambda :E\cup K\to \{1,2,...,|E|+|K|\}}. {\displaystyle G} bzw. {\displaystyle \lambda } sind total magisch, wenn
eine Eckenkonstante {\displaystyle h\in \mathbb {N} } und eine Kantenkonstante {\displaystyle k\in \mathbb {N} } existiert, so dass  {\displaystyle G} bzw. {\displaystyle \lambda } sowohl ecken- als auch kantenmagisch ist.

## Beispiele
- Der triviale Graph {\displaystyle K_{1}} (Graph mit einer Ecke und keiner Kante) ist total magisch mit der Eckenkonstante {\displaystyle 1}. Die Kantenkonstante ist diskutabel.
- Der Kreisgraph {\displaystyle C_{3}} (Dreieck) ist total magisch.
- Der lineare Graph {\displaystyle P_{3}} ist total magisch.
- {\displaystyle P_{3}} und  {\displaystyle K_{1}} sind die einzigen total magischen Sterne.
- Der Graph {\displaystyle K_{1}\cup P_{3}} ist total magisch.